# Dethick and Lea
Dethick and Lea var en civil parish från 1866 till 1897 då den blev en del av Dethick, Lea and Holloway, i grevskapet Derbyshire, i England. Civil parish var belägen 4 km från Matlock och hade 1 058 invånare år 1891.